# Kungsäters socken
Kungsäters socken i Västergötland ingick i Marks härad, ingår sedan 1971 i Varbergs kommun i Hallands län och motsvarar från 2016 Kungsäters distrikt.
Socknens areal är 34,8 kvadratkilometer varav 30,10 land. År 2000 fanns här 677 invånare.  Tätorten Kungsäter med sockenkyrkan Kungsäters kyrka ligger i socknen.  

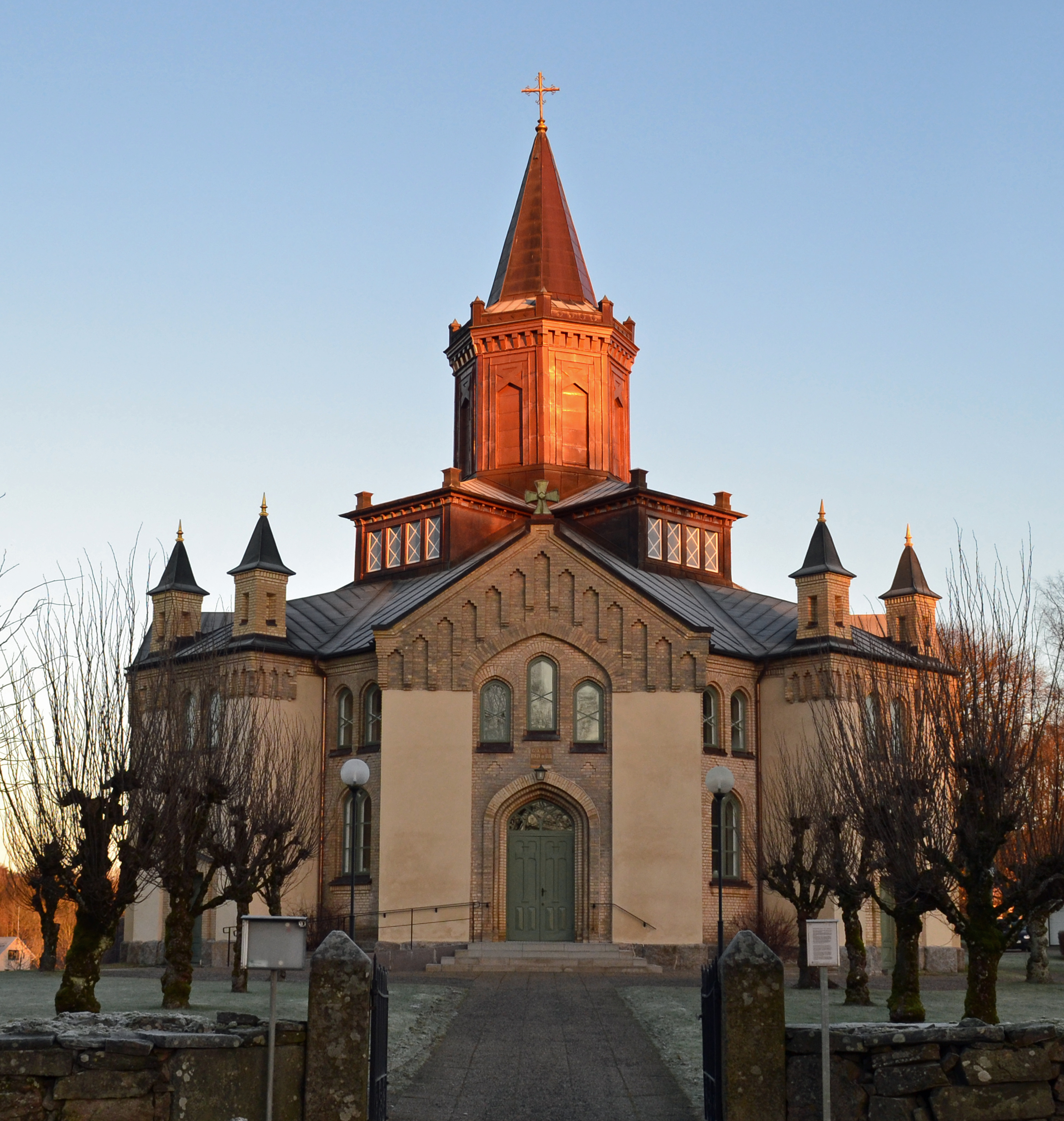
Kungsäters kyrka, uppförd 1881.

## Administrativ historik
Socknen har medeltida ursprung.
Vid kommunreformen 1862 övergick socknens ansvar för de kyrkliga frågorna till Kungsäters församling och för de borgerliga frågorna bildades Kungsäters landskommun. Landskommunen utökades 1952  och uppgick 1971 i Varbergs kommun samtidigt som länstillhörigheten övergick till Hallands län. Församlingen utökades 2006 och uppgick 2012 i Veddige-Kungsäters församling..
1 januari 2016 inrättades distriktet Kungsäter, med samma omfattning som församlingen hade 1999/2000.  
Socknen har tillhört län, fögderier, tingslag och domsagor enligt vad som beskrivs i artikeln Marks härad.

## Geografi
Kungsäters socken ligger nordost om Varberg med Viskan i norr, Fävren i väster Tolken i norr och Oklången i öster. Socknen har odlingsbygd i ådalar och vid sjöarna och är i övrigt en skogsbygd. Fävren delas med Grimmareds och Karl Gustavs socknar i Varbergs kommun samt Istorps socken i Marks kommun; Tolken delas med Öxnevalla och Torestorps socknar i Marks kommun och Oklången delas med Karl Gustavs socken.
En sätesgård var Hultabergs herrgård.
I kyrkbyn Kungsäter fanns förr ett gästgiveri.

## Fornlämningar
Boplatser och en hällkista från stenåldern är funna. Från bronsåldern finns gravrösen.

## Namnet
Namnet skrevs 1326 Kunugasätter och kommer från prästgården. Efterleden är säter, 'utmarksäng'. Förleden kan förklaras av att prästgården varit kronoegendom.
Före 2 februari 1908 skrevs namnet även Kongsäters socken.

## Befolkningsutveckling
Befolkningen ökade från 554 1810 till 980 1860 varefter den minskade till 642 1970 då den var som minst under 1900-talet. 1920 hade socknen en tillfällig befolkningstopp på 872 invånare. Efter 1970 vände folkmängden blygsamt uppåt till 682 1990.
| Befolkningsutvecklingen i Kungsäters socken 1810–1990                                                   | Befolkningsutvecklingen i Kungsäters socken 1810–1990 | Befolkningsutvecklingen i Kungsäters socken 1810–1990 | Befolkningsutvecklingen i Kungsäters socken 1810–1990 | Befolkningsutvecklingen i Kungsäters socken 1810–1990 |
| --- | ----------------------------------------------------- | ----------------------------------------------------- | ----------------------------------------------------- | ----------------------------------------------------- |
| |                                                       |                                                       |                                                       |                                                       |
| År |                                                       |                                                       | Folkmängd                                             |                                                       |
| 1810 | 1810                                                  |                                                       | 554                                                   |                                                       |
| 1820 | 1820                                                  |                                                       | 617                                                   |                                                       |
| 1830 | 1830                                                  |                                                       | 705                                                   |                                                       |
| 1840 | 1840                                                  |                                                       | 748                                                   |                                                       |
| 1850 | 1850                                                  |                                                       | 904                                                   |                                                       |
| 1860 | 1860                                                  |                                                       | 980                                                   |                                                       |
| 1870 | 1870                                                  |                                                       | 872                                                   |                                                       |
| 1880 | 1880                                                  |                                                       | 853                                                   |                                                       |
| 1890 | 1890                                                  |                                                       | 818                                                   |                                                       |
| 1900 | 1900                                                  |                                                       | 791                                                   |                                                       |
| 1910 | 1910                                                  |                                                       | 772                                                   |                                                       |
| 1920 | 1920                                                  |                                                       | 872                                                   |                                                       |
| 1930 | 1930                                                  |                                                       | 697                                                   |                                                       |
| 1940 | 1940                                                  |                                                       | 651                                                   |                                                       |
| 1950 | 1950                                                  |                                                       | 705                                                   |                                                       |
| 1960 | 1960                                                  |                                                       | 665                                                   |                                                       |
| 1970 | 1970                                                  |                                                       | 642                                                   |                                                       |
| 1980 | 1980                                                  |                                                       | 663                                                   |                                                       |
| 1990 | 1990                                                  |                                                       | 682                                                   |                                                       |
| Anm: Källor: Umeå universitet - Tabellverket 1749-1859, Demografiska databasen, CEDAR, Umeå universitet |                                                       |                                                       |                                                       |                                                       |